# Richard Long
Sir Richard Julian Long CBE (* 2. Juni 1945 in Bristol, England) ist ein britischer Land-Art-Künstler.

## Leben und Werk

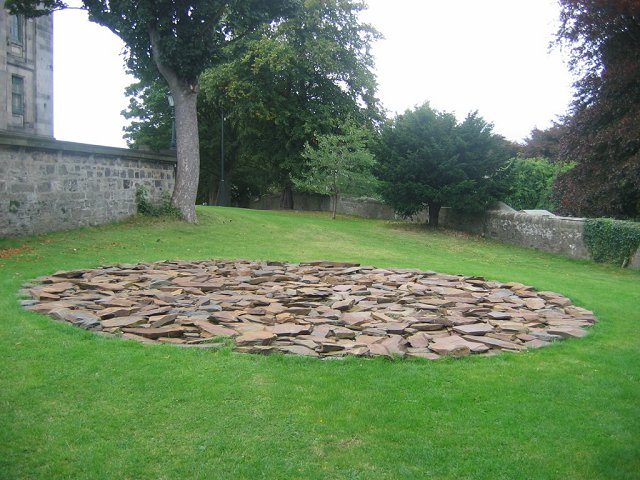
Richard Long: MacDuff Circle, 2002, Außenanlage der Dean Gallery, Edinburgh.

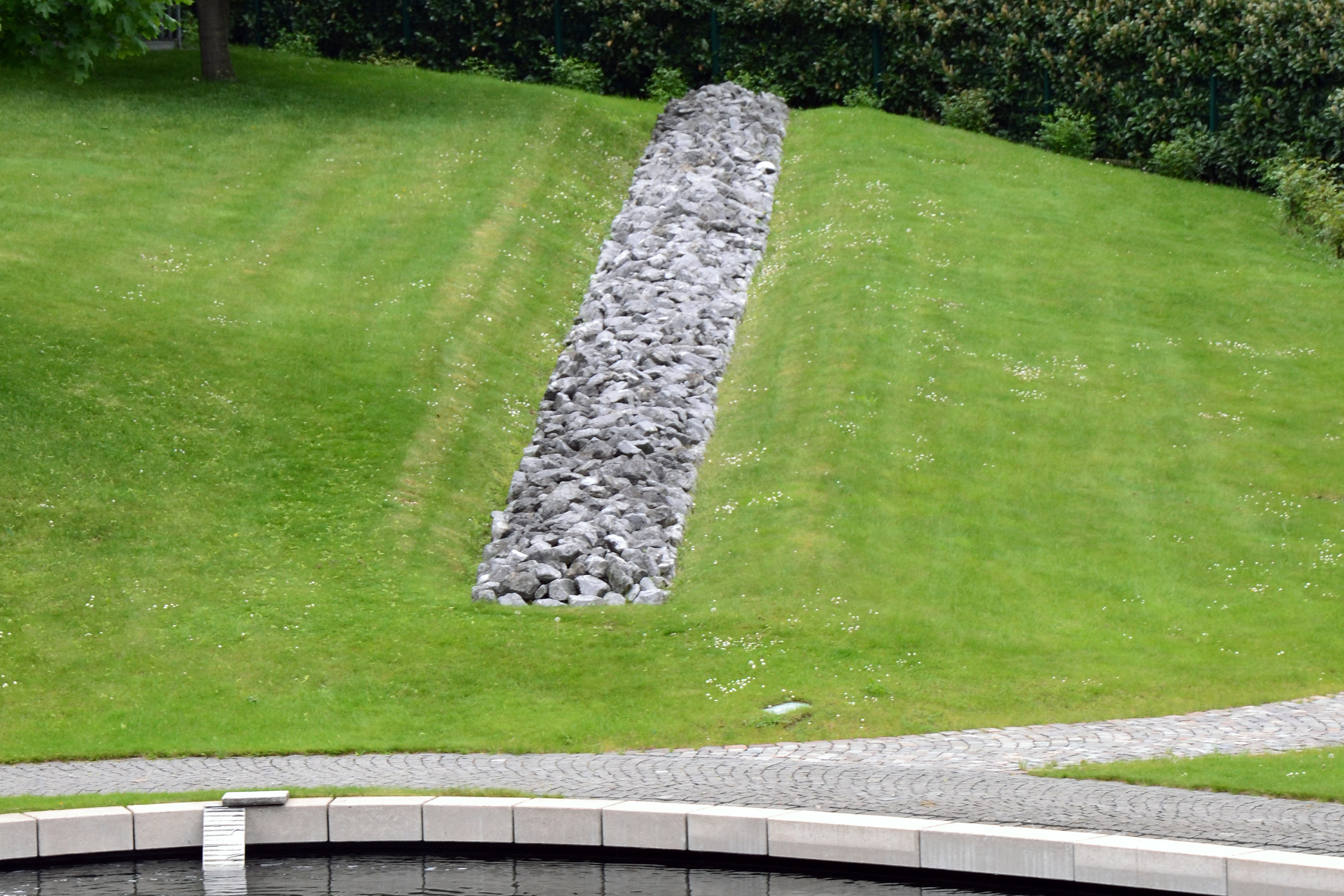
Neandertal Line in der Außenanlage des RWE-Turms in Essen

Long studierte von 1962 bis 1965 am West England College of Art in Bristol und von 1966 bis 1968 an der St. Martin’s School of Art in London. 1988 wurde er mit dem Kunstpreis Aachen und 1989 mit dem Turner Preis ausgezeichnet. Im Jahr 1972 war er Teilnehmer der Documenta 5 in Kassel in den Abteilungen Individuelle Mythologien: Video und Idee + Idee/Licht, er war auch auf der Documenta 7 im Jahr 1982 als Künstler vertreten. Des Weiteren vertrat er Großbritannien im Jahre 1976 auf der 37. Biennale in Venedig. 1990 wurde er von der französischen Regierung zum Chevalier des Arts et des Lettres ernannt. 2009 erhielt Long das Praemium Imperiale.
Richard Long ist ein Vertreter der Land Art. Sein künstlerisches Werk umfasst konzeptionelle Wanderungen in allen Teilen der Welt, die er fotografisch und textlich dokumentiert. Im Laufe solcher Wanderungen schafft er temporäre Stein- oder Holzskulpturen, die häufig nach der fotografischen Dokumentation wieder entfernt oder der natürlichen Verwitterung überlassen werden.
In Museen und Galerien installiert Long Skulpturen aus Stein- und Felsbrocken, Treibholz oder ähnlichen unbearbeiteten Materialien. Daneben werden oftmals seine Fotografien und Landkarten mit eingezeichneten Wanderungsrouten ausgestellt.
Bei der alljährlichen Neujahresehrung der Queen wurde Long im Januar 2018 zum Knight Bachelor ernannt.

## Werke Richard Longs (Auszug)
- A Line made by walking, England 1967
- Circle in the Andes, 1972
- Three circles of stones, 1972
- A walk of four hours and four circles, 1972, Landkarte, auf der die Wanderungsroute eingetragen ist
- Camino Hands, 2014 im Gelmirez-Palast, Santiago de Compostela, Galicien, Spanien.

## Öffentliche Sammlungen
- Hallen für Neue Kunst, Schaffhausen
- Hamburger Bahnhof, Berlin (Steinkreis „Berlin Circle“)
- Kunstraum Alexander Bürkle[2]
- Kunstsammlung Nordrhein-Westfalen, Düsseldorf
- Migros Museum für Gegenwartskunst, Zürich
- Museum DKM, Duisburg
- Lehmbruck-Museum, Duisburg (Leihgaben der Stiftung DKM an das Lehmbruck-Museum)

## Auszeichnungen
- 1988: Kunstpreis Aachen
- 1989: Turner Preis (nominiert 1984)
- 1996: Wilhelm-Lehmbruck-Preis der Stadt Duisburg
- 2023: Wolf-Preis in Arts.[3]

## Filme über Richard Long
- Walking a Straight Line ten Miles Long out back Dartmore England. 1969.
- Richard Long „Omnibus“, BBC London 1982
- Stones and Flies. Richard Long in the Sahara. 1988